# Stazione di Avignone Centro
La stazione di Avignone Centro (Gare d'Avignon-Centre in francese) è una stazione ferroviaria posta lungo la linea Parigi-Marsiglia a servizio della città di Avignone, nel dipartimento della Vaucluse. Funge anche da capolinea per le linee per Miramas e Villeneuve-lès-Avignon. È servita da TGV inOui e dal TER PACA (Treno regionale della PACA)

## Storia
Fu aperta al traffico il 5 marzo 1849 dalla Compagnie du chemin de fer d'Avignon à Marseille. L'attuale fabbricato viaggiatori fu costruito nel 1860 su progetto dell'architetto Louis-Jules Bouchot.